# بروموکریپتین
بروموکریپتین (به انگلیسی: Bromocriptine)
رده درمانی: داروهای هورمونی
اشکال دارویی: قرص
بروموکریپتین (در اصل با نام Parlodel نامیده می شود)یکی از مشتقات  ارگولین بوده  و آگونیست دوپامین است .

## موارد مصرف
بروموکریپتین در درمان ترشح بالای پرولاکتین (هایپرپرولاکتینمی معمولاً ناشی از تومور هیپوفیز)، در کنترل بیماری پارکینسون (اما نه در کنترل علائم خارج هرمی ناشی از داروها) و درمان سندرم نورولپتیک بدخیم و درمان کمکی دیابت نوع 2 مصرف می‌شود.از بروموکریپتین برای درمان آکرومگالی و شرایط مرتبط با هایپروپرولاکتینمی مانند آمنوره ، ناباروری و هیپوگنادیسم ، آدنوم ترشح کننده پرولاکتین استفاده می شود. همچنین از آن برای جلوگیری از سندرم تحریک بیش از حد تخمدان استفاده می شود.   

## مکانیسم اثر
این دارو با تحریک مستقیم گیرنده‌های دوپامینی مغز موجب کاهش ترشح پرولاکتین می‌شود. همچنین افزایش اثرات دوپامینی می‌تواند در کنترل پارکینسون مفید و مؤثر باشد. بروموکریپتین آگونیست گیرنده‌های D1 تا D5 دوپامین و سروتونین (5-HT1و 5-HT2) می‌باشد. بروموکریپتین در شکل قرص‌های خوراکی یا واژینال تجویز می‌شود. ممکن است نیاز باشد که شما این دارو را به مدت چند ماه مصرف کنید تا سطح پرولاکتین کاهش بیاید.

## عوارض جانبی
تهوع، استفراغ، یبوست، سردرد، گیجی، افت فشار خون وضعیتی، خواب آلودگی، اسپاسم عروق انگشتان دست و پا به خصوص در بیماران گرفتار سندرم رینود، توهم، تحریک سایکوموتور، دیسکینزی، خشکی دهان، گرفتگی ساق پا، نشت مایع جنب و فیبروزاز عوارض جانبی دارو هستند.علائم روان پریشی همراه بوده است (مکانیسم آن در تقابل با اکثر داروهای ضد روان پریشی است ، مکانیسم هایی که گیرنده های دوپامین را مسدود می کنند)
پس از استفاده طولانی مدت از آگونیست های دوپامین ، ممکن است سندرم ترک در هنگام کاهش دوز یا قطع مصرف با عوارض جانبی احتمالی زیر ایجاد شود: اضطراب ، حملات وحشت ، دیسفوریا ، افسردگی ، تحریک پذیری ،افکار خودکشی ، خستگی ، افت فشار خون وضعیتی ، حالت تهوع ، استفراغ ، دیافورز ، درد عمومی و ولع مصرف مواد مخدر. برای برخی از افراد ، این علائم ترک ،کوتاه مدت هستند و بهبودی کامل می یابند ، برای برخی دیگر ممکن است سندرم ترک طولانی مدت وجود داشته باشد که علائم ترک آن برای ماهها یا سالها ادامه داشته باشد. 